# Station Laindon
Laindon is een spoorwegstation van National Rail in Basildon in Engeland. Het station is eigendom van Network Rail en wordt beheerd door c2c. 